# Orange Plaza
Orange Plaza (także Orange Plaza Financial Center) – wybudowane w 2000 r. centrum handlowe, przekształcone w 2007 r. w biurowiec, położone przy ul. Piotrkowskiej 166/168 w Łodzi.

## Historia
Pierwotnie na terenie posesji nr 166 i 168 przy ul. Piotrkowskiej były zlokalizowane 2 domy – 2-kondygnacyjna kamienica z oficynami, pochodząca z XIX w. (ul. Piotrkowska 166), oraz parterowy dom z oficynami z XIX w. (ul. Piotrkowska 168). Budowę centrum handlowego rozpoczęto w 1999 r. Obiekt otwarto w 2000 r. jako centrum handlowe z ekskluzywnymi sklepami, jak np. Hugo Boss, Kenzo, Rozenthal, Cartier. Wówczas budynek był jednym z bardziej popularnych obiektów handlowych w Łodzi, obok Domu Buta oraz Saspolu. Jednak w wyniku kryzysu w 2001 r. oraz pojawienia się Galerii Łódzkiej w 2002 r. Oranga Plaza zaczęła tracić na popularności. W związku z powyższym w 2007 r. budynek przearanżowano na biurowiec, w którym mają siedziby m.in. banki.

## Architektura
Budynek zaprojektowali architekci: Jakub Wujek i Zdzisław Lipski. Inwestycja została zrealizowana w duchu postmodernizmu. Budynek wg J. Wujka nawiązuje do sąsiednich kamienic poprzez wykusz i gzymsy. Budynek ma 4 kondygnacje.